# Laurelton Hall

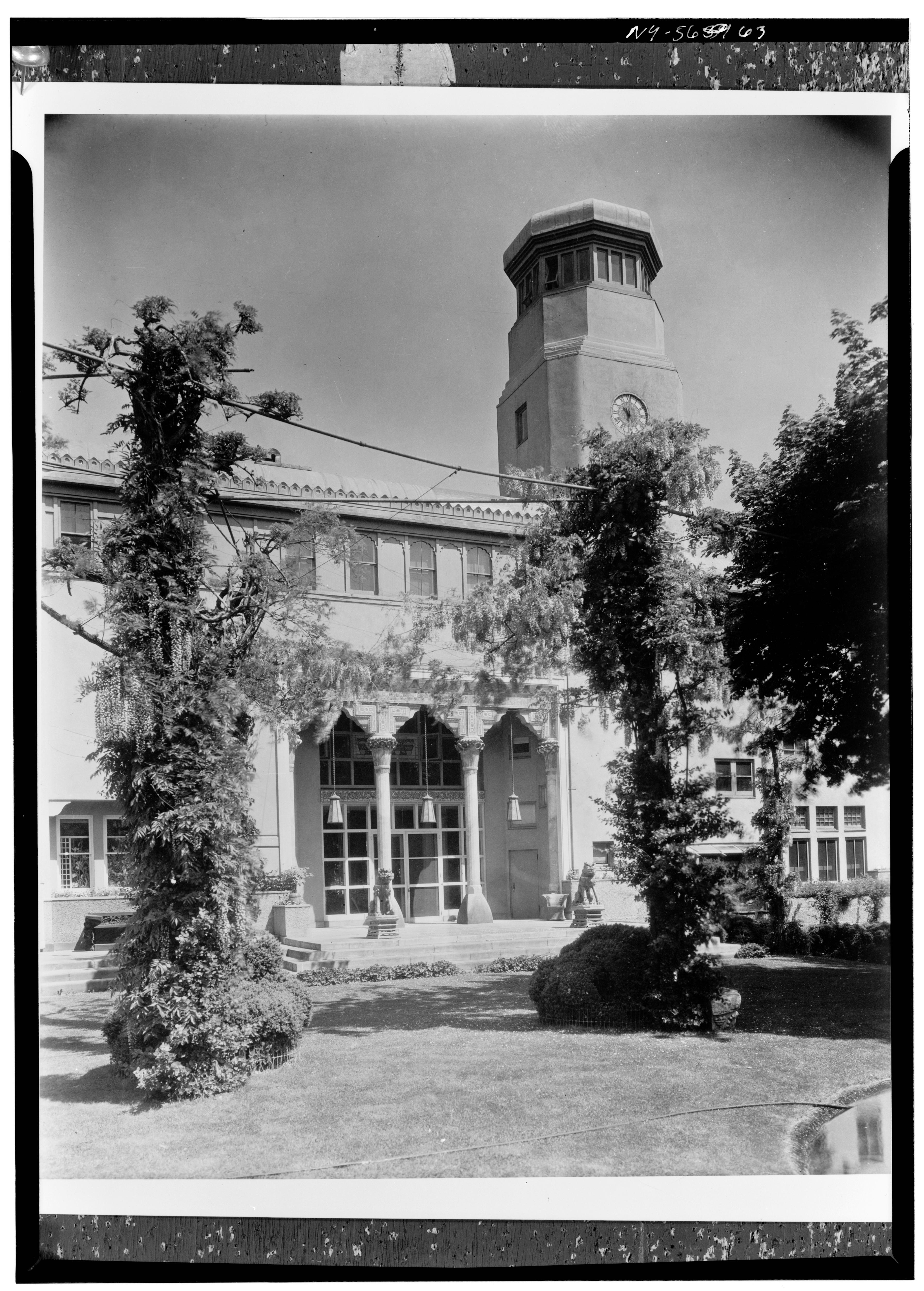
Fachada de Laurelton Hall.

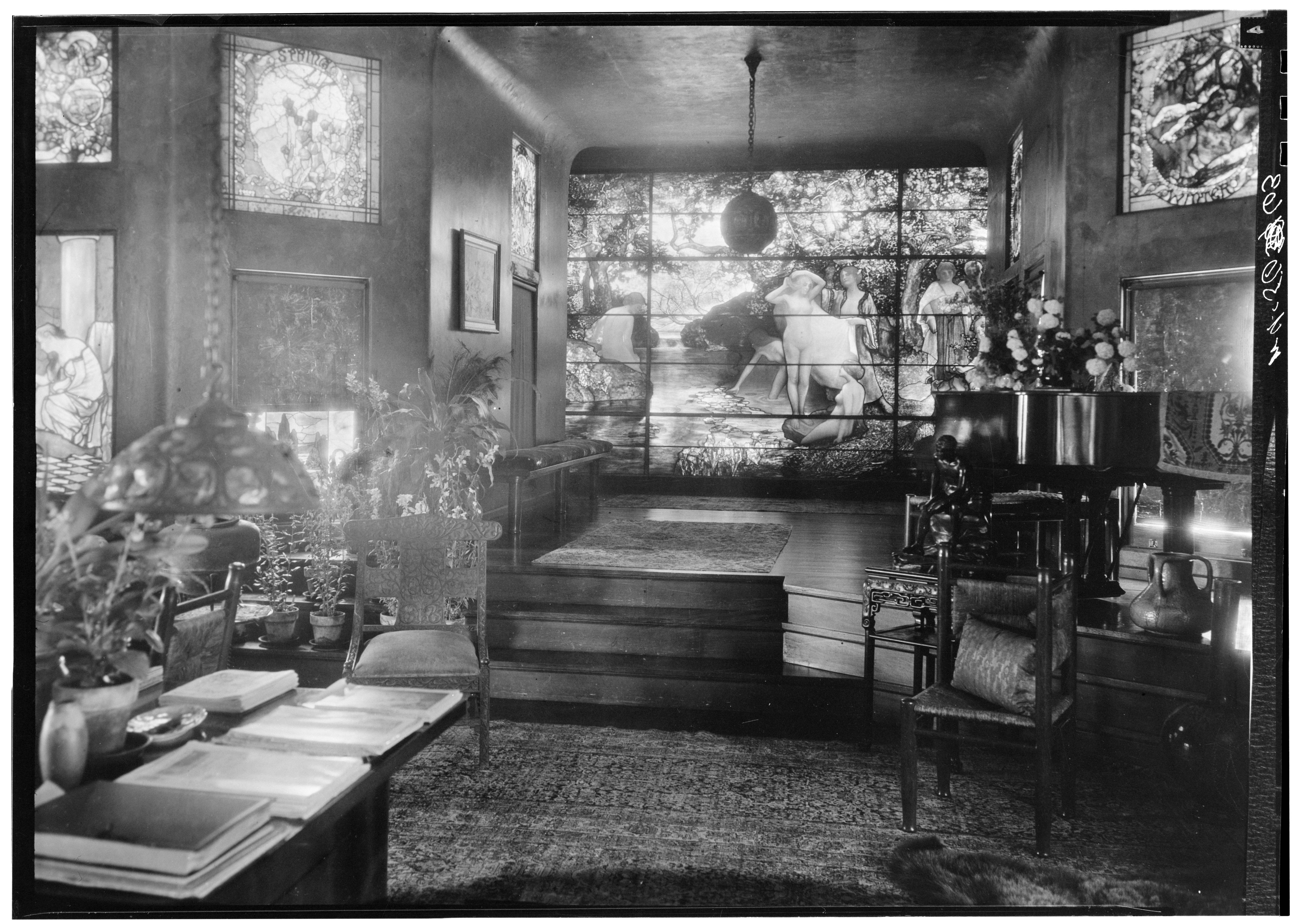
Salón de Laurelton Hall.

Laurelton Hall fue el hogar del destacado artista Louis Comfort Tiffany, ubicado en Laurel Hollow, Long Island, Nueva York. La mansión de 84 habitaciones y 600 acres de terreno, diseñada en estilo Art Nouveau, combinaba motivos orientales con conexión con la naturaleza. Fue completada en 1905 y albergaba muchas de las más notables obras de Tiffany, además de servir como obra de arte en y por sí misma.
En una visita a la mansión de Tiffany, el 4 de junio de 1916, Elizabeth "Bessie" Handforth Kunz escribió en el libro de visitas: “los sueños de la noche árabe desaparecen, en Laurelton un fantasma se ha hecho realidad, eterno”. La mansión estaba en la costa norte de Long Island y en aquel tiempo tenía 1.500 acres de bosque y orillas marinas, y era la ubicación de una escuela residencial para artistas, la Fundación de Arte Tiffany, de la cual el padre de Bessie, el doctor George Frederick Kunz, era fideicomisario.
Laurelton Hall albergaba una escuela para artistas dirigida por Tiffany y su Fundación a partir de 1918. En los terrenos de la mansión, la cual contaba con numerosas ventanas con cristales Tiffany, también se levantaba aparte la Capilla Tiffany originalmente hecha para la Exposición Mundial Colombina de 1893 y un edificio separado como galería de arte. Laurelton Hall finalmente cayó en mal estado en los años posteriores a la muerte de Tiffany en 1933, fue vendida por la Fundación en 1949, y ardió en 1957. La propiedad valorada en 2,000.000 de dólares para construir y paisajismo, fue vendida por 10.000 dólares.
La mayoría de las ventanas y otras piezas arquitectónicas supervivientes fueron rescatadas por Hugh McKean y Jeannette Genius McKean del Museo Morse de Arte Americano y enviadas a Winter Park, Florida, después del incendio. Una importante retrospectiva sobre Laurelton Hall se abrió en el Museo Metropolitano de Arte de Nueva York en noviembre de 2006.
En 2010 el Museo Morse de Arte Americano anunció que estaba construyendo nuevas galerías a un coste de 5 millones de dólares. Las galerías tendrán 560 metros cuadrados de espacio para la exhibición del trabajo de Tiffany en Laurelton Hall.